# Tatra 402
Tatra 402 je označení pro nerealizovaný projekt dvoučlánkového (kloubového) trolejbusu, který měl být odvozen ze standardního trolejbusu Tatra 401.

## Konstrukce
Vůz Tatra 402 měl vycházet z trolejbusu T 401, mnoho mechanických částí tak mělo být shodných, což mělo usnadnit údržbu a nákup náhradních dílů. Mělo se jednat o dvoučlánkový čtyřnápravový trolejbus, jehož části měly být spojeny kloubem a přechodovým měchem. Tři nápravy (zadní dvě měly být hnací) měly být v přední části vozu, poslední čtvrtá měla být umístěna v návěsu. Do trolejbusu se mohlo vstoupit trojími skládacími dveřmi. První měly být trojkřídlé, druhé a třetí čtyřkřídlé. V návěsu měly být pouze poslední dveře. Sedačky v interiéru mohly být umístěny ve dvou variantách: podélné nebo příčné.
Trolejbus T 402 měly pohánět čtyři sériové motory s cizí ventilací.